# Arapaho

Bandeira do povo Arapaho

Os "Gente-do-Vaca" conhecidos também como Arapaho, são um povo (tribo) indígena dos estados do Colorado e Wyoming (Estados Unidos).

## Caracteres

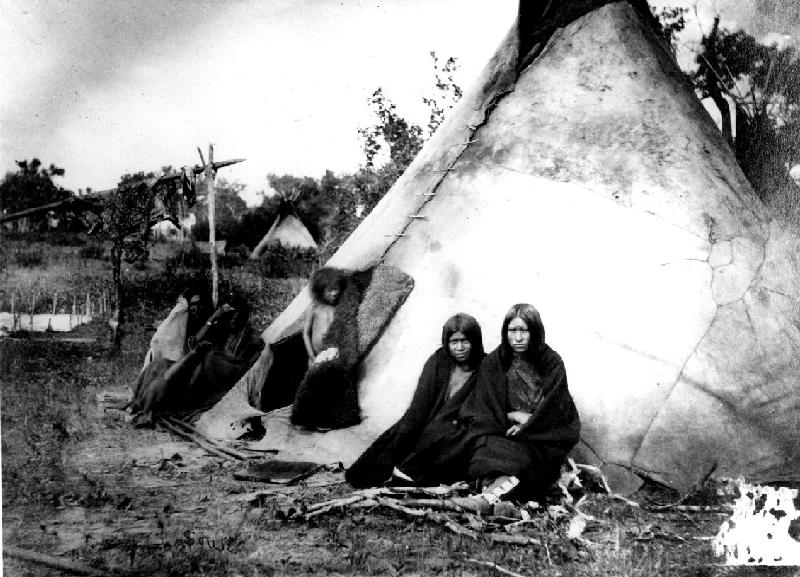
Acampamento arapaho

Eram estreitos aliados dos cheyenne e aliados dos sioux. A língua arapaho é uma das línguas algonquinas, muito próxima ao dos Gros Ventre, com quem os Arapahos tinham compartilhado uma longa afiliciação cultural. A língua cheyenne e a língua dos Pés Negros eram as outras línguas algonquinas das Grandes Pradarias mas eram bastante diferentes do arapaho. Por volta de 1850 os povos Arapahos separaram-se em duas tribos: os Arapaho do Norte e os do Sul. Os Arapahos do Norte têm vivido desde 1878 na Reserva de Wind River, Wyoming, a terceira maior reserva dos Estados Unidos; também eram conhecidos como BSakuune'na '(Bee'eekuunnenno') ("homens sopa de sangue"). A tribo dos Arapahos do Sul vivem junto aos Cheyenne em Oklahoma; também eram conhecidos como Nomsen'nat ou Nomsen'eo ("Sulistas").
O seu nome vem do pawnee tirapihu ("comerciantes"), ou então do crow alappahó ("gente com muitas tatuagens", pelo costume que tinham de gravar círculos cerimoniais no rosto). Eles chamavam-se a si mesmos inu-na ina ("o nosso povo"). 
O idioma divide-se em três dialectos ou divisões: o basanwūnema, o atsina ou gros ventre, que se converteu numa tribo independente, e o na’’wathinahana.